# Bergende stroming
Onder bergende stroming wordt verstaan: de afvoer waarbij het rivierwater nog binnen de oeverwallen blijft. 

## Achtergrond
Het waterpeil in een rivier is niet constant. De ruimte die een rivier in het landschap inneemt verandert eveneens, afhankelijk van de variatie in de hoeveelheid water die door de rivier stroomt. Waar veel mensen langs rivieren werken en wonen - bijvoorbeeld in de Nederlandse polders en uiterwaarden - is het belangrijk dat de ruimte die de rivier inneemt, het water ook bij hoge waterstanden kan bergen. Overstijgt het debiet van de rivier tijdens een hoogwater de maximale capaciteit dan leidt dit tot overstroming.

## Bergende stroming in natuurlijke rivieren
In een ongereguleerde meanderende rivier vormen zich langs de watervoerende geul van de rivier oeverwallen. Verder van de geul af, achter de oeverwallen, ligt vaak een lagere overstromingsvlakte. 
In tijden van hoger water kan rivierwater over en door de oeverwallen heen stromen. Wanneer de rivier de oeverwal doorbreekt, kan zij nieuwe geulen uitschuren die nieuwe rivierlopen vormen (avulsie, wat in delta's een veelvoorkomend verschijnsel is). 
Een meanderende rivier verplaatst zich in de loop der tijd, waarbij bochten vergroot en afgesneden kunnen raken. Er kunnen hierbij (tijdelijke) eilanden in de meanderende rivier ontstaan en korte nevengeulen die parallel aan de grootste geul (de hoofdstroom) lopen. Er zijn ook situaties mogelijk waarbij meerdere hoofdgeulen ontstaan, met ieder hun eigen oeverwallen en afsnijdingen - dit komt vooral voor langs heel grote rivieren die over grote vlakke gebieden stromen zoals bij de Amazone en in delta's. De bergende stroming kan dan voor individuele geulen of voor het totaal aan hoofd en nevengeulen beschouwd worden.
Er zijn ook rivieren waarbij niet de eigen oeverwallen maar andersoortige vormen van reliëf het bergend vermogen bepalen - bijvoorbeeld in kloofdalen waar rivieren gebergtes of heuvels doorsnijden (langs beide oevers) of 'aansnijden' (langs een oever).

## Uitwerking in de Nederlandse situatie
Bovenstaande principes gelden ook voor gereguleerde rivieren en beken zoals in Nederland.
In de uiterwaarden lang de Rijn en Maas heeft het begrip bergende stroming betrekking op het debiet waarbij de rivier binnen haar dijken blijft (zomerdijken houden een deel van de uiterwaard een groot deel van het jaar droog, winterdijken houden de binnengedijkte polders permanent droog). Ook langs gekanaliseerde beken in Nederland liggen kades waarvan de hoogte het gecontroleerd overstromende gebied bij bergende stroming bepaalt. Er zijn voorstellen daarnaast overloopgebieden (opnieuw) in te stellen - die bij extreem hoogwater stroming zouden moeten bergen.

### Nevengeulen
Nevengeulen binnen de uiterwaarden heten strangen. Waar nevengeulen beschikbaar zijn en meestromen wordt toegelaten, kan bij hoog water relatief veel water geborgen worden. Dit heeft als voordeel dat de uiterwaard op een 'natuurlijke wijze' kan leegstromen. Dit is vooral gunstig in situaties waar twee perioden van hoog water kort op elkaar volgen. Met het oog op de veiligheid wordt tegenwoordig veel ingezet op het (weer) actief laten meestromen van bestaande en nieuw aan te leggen nevengeulen. Zulke maatregelen vergroten in principe de bergende stroming, en zijn daarnaast interessant vanuit natuurbeheer perspectief. Een voorbeeld is het plan Lonkend Rivierenland uit 2003 van Staatsbosbeheer. Het stelt onder andere voor het Rijnstrangen gebied ten noorden van de Waal tussen Tolkamer en Angeren bij hoogwater mee te laten stromen.